# Kerri Pottharst
Kerri-Ann Pottharst, född 25 juni 1965 i Adelaide, är en australisk beachvolleybollspelare.
Pottharst blev olympisk guldmedaljör i beachvolleyboll vid sommarspelen 2000 i Sydney.